# 長青橋

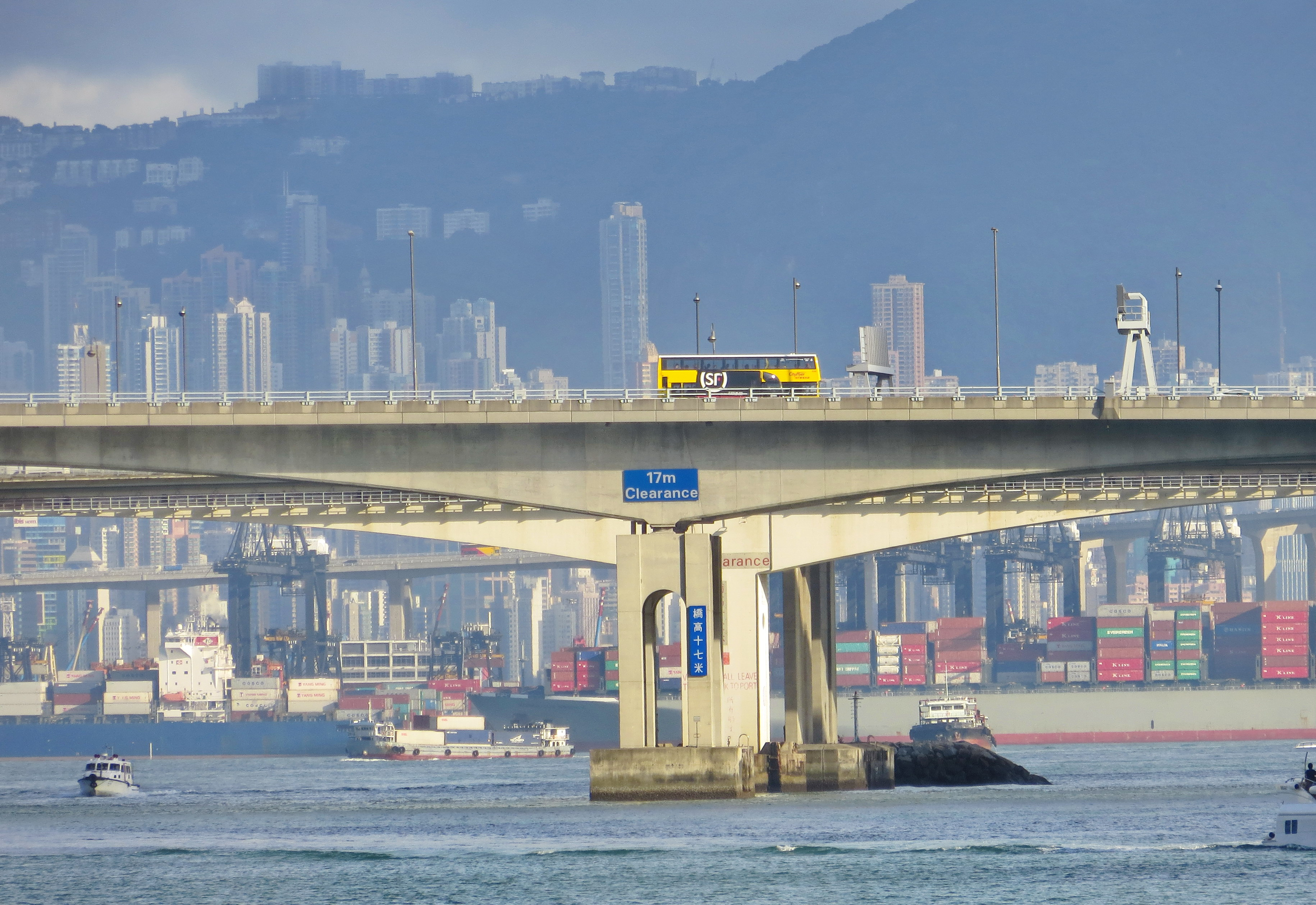
一輛雙層巴士駛過長青橋，後方為八號碼頭（西）。

長青橋（英語：Cheung Tsing Bridge，又稱：藍巴勒海峽大橋、藍巴勒大橋）是香港3號幹線青葵公路的一部份，也是第三條連接青衣至荃灣、葵涌一帶的跨海行車天橋（但並無任何支路連接荃葵青區區內道路），屬青馬管制區範圍，管制區人員獲授權執行《青馬管制區條例》。該橋跨越藍巴勒海峽，連接葵涌及青衣，與青衣大橋（又稱青衣南橋）並行，全長為500米。橋面為三線雙程（含路肩）分隔快速公路。車速限制每小時80公里。因為鄰近半山上的長青邨，因而得名。

## 另見
- 青荔橋：又名藍巴勒海峽橋，是一名稱相近的鐵路橋，只供港鐵東涌綫和機場快綫列車行走
- 長青隧道
- 青衣大橋
- 青荃橋

| 论 编 | 香港3號幹線 |  |
| |             |  |
| 西區海底隧道 – 西九龍公路 – 青葵公路（包括長青橋） – 長青隧道 – 長青公路 – 青衣西北交匯處 – 青朗公路（包括汀九橋及大欖隧道） |             |  |
| |             |  |